# أرتور مارسينياك
أرتور مارسينياك (بالبولندية: Artur Marciniak)‏ (18 أغسطس 1987 ببوزنان في بولندا - ) هو لاعب كرة قدم بولندي في مركز الوسط. شارك مع منتخب بولندا تحت 20 سنة لكرة القدم. أما مع النوادي، فقد لعب مع لخ بوزنان ووارتا بوزنان وGKS Bełchatów ‏ وميدز ليجنيكا.

## وصلات خارجية
- أرتور مارسينياك على موقع الاتحاد الدولي (مؤرشف)  (الإنجليزية)
- أرتور مارسينياك على موقع قاعدة بيانات كرة القدم.إي يو (الإنجليزية)
- أرتور مارسينياك على موقع Soccerway.com (الإنجليزية)